# Crucea de Piatră, Giurgiu
Crucea de Piatră este un sat în comuna Călugăreni din județul Giurgiu, Muntenia, România. La recensământul din 2002 avea o populație de 438 locuitori.

## Monumente istorice
În sat există un ansamblu comemorativ cuprins dintr-o cruce ridicată în anul 1682 de către voievodul Șerban Cantacuzino, peste care a fost adăugată o capelă în 1845. Acest ansamblu are caracter de monument istoric (cod LMI: GR-IV-a-A-15120) și a fost ridicat în cinstea victoriei repurtate de către Mihai Viteazul împotriva turcilor în 1595.